# Liberum veto

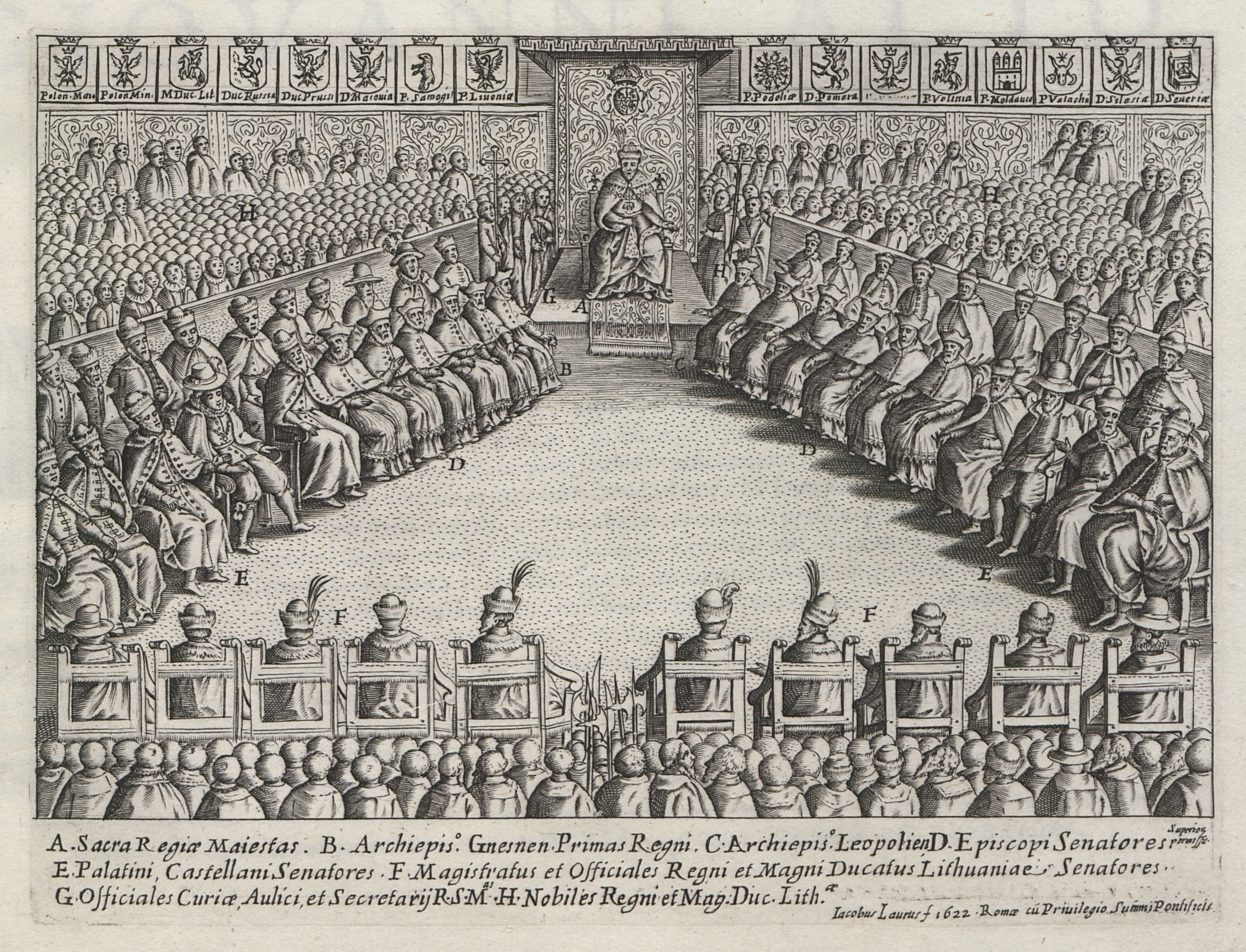
Sessione del Sejm al castello reale di Varsavia del 1622

Il liberum veto era una facoltà riconosciuta in capo ai membri del parlamento della Confederazione polacco-lituana in virtù della quale ognuno poteva esprimere il proprio dissenso e bloccare una proposta legislativa. Dunque, in virtù di tale meccanismo, si richiedeva l'unanimità per l'emanazione di un qualsivoglia provvedimento emesso dal Sejm (il parlamento confederato): per esprimere il proprio diniego nel corso della sessione, si soleva esclamare Sisto activitatem! (traducibile in forma non letterale come "io mi oppongo!" o "non si proceda oltre!") o Nie pozwalam! (in polacco: "non [lo] permetto!"). La regola restò in vigore dalla metà del XVII secolo alla spartizione della Polonia, e si basava sulla premessa che, poiché tutti i nobili polacco-lituani erano uguali, ogni misura portata davanti al Sejm doveva essere approvata all'unanimità. Il liberum veto costituiva un meccanismo fondamentale del sistema politico della "Repubblica delle Due Nazioni" (come la Confederazione era anche definita), portandone all'estremo gli elementi democratici e di controllo del potere regio, e andando in controtendenza rispetto alle generale spinta coeva dell'Europa verso l'assolutismo.
Molti storici ritengono che il liberum veto sia stata una delle principali cause del deterioramento del sistema politico della Confederazione, in particolare nel XVIII secolo, quando le potenze straniere cominciarono a corrompere i membri del Sejm per paralizzare l'apparato statale: la crisi interna del Settecento fu in parte dovuta all'ingerenza di nazioni contigue e non, al rifiuto da parte della szlachta (la nobiltà locale) di abbandonare i privilegi acquisiti nei secoli precedenti e, infine, alle spartizioni della Polonia per mano di Russia, Prussia e Austria. Lo studioso polacco Piotr Stefan Wandycz riportava che «il liberum veto era diventato il sinistro carattere distintivo della vecchia anarchia polacca». Nel periodo tra il 1573 e il 1763 si tennero circa 150 sejm, di cui circa un terzo non riuscì a giungere ad alcun approdo, principalmente a causa del meccanismo in questione. L'espressione "parlamento polacco", con cui si indica in molte lingue europee una situazione di caos e disordine generale, trae origine dalla paralisi in cui versava la Confederazione.

## Storia

### Origine
La norma traeva le sue origini dal principio dell'unanime consenso, legato alle tradizioni decisionali del Regno di Polonia e si sviluppò dopo il 1569 quando prese vita la Confederazione polacco-lituana. Ciascun deputato rappresentava una regione nel Sejm, venendo eletto in un sejmik (l'assemblea locale di una regione): inoltre, si assumeva la responsabilità nei confronti del suo sejmik di tutte le decisioni assunte al Sejm. Poiché tutti i nobili erano considerati tra di loro pari, una decisione presa a maggioranza contro la volontà di una minoranza (anche se solo uno sejmik) veniva considerata una violazione del principio di uguaglianza politica.
All'inizio, i deputati dissenzienti andavano spesso convinti o intimiditi a ritirare le loro perplessità. Inoltre, in un primo momento, lo strumento trovava motivo di impiego per abolire solo singole leggi, non per sciogliere la camera e far arenare tutte le misure approvate. Ad esempio, come descrive lo storico Władysław Czapliński nel contesto del Sejm del 1611, alcune risoluzioni furono annullate, mentre altre approvate. Dalla metà del XVII secolo in poi, tuttavia, un'obiezione a qualsiasi articolo della legislazione Sejm da parte di un deputato o senatore finì per causare automaticamente l'abrogazione di altre regole precedentemente adottate: ciò si spiega perché tutta la legislazione adottata da un dato Sejm veniva approvata come se si fosse di fronte alla promulgazione di un unico testo legislativo.
Si crede comunemente ed erroneamente che il Sejm sia stato interrotto per la prima volta tramite tale meccanismo per opera del deputato proveniente da Trakai, Władysław Siciński, nel 1652. In verità, il voto da lui posto riguardò solo la prosecuzione delle deliberazioni del Sejm, perché tenute oltre il limite di tempo stabilito dalla legge. Tuttavia, da quel momento si inaugurò un pericoloso precedente: nel corso delle sessioni successive, il veto continuò ad essere adottato per scopi minori, ma divenne gradualmente più accettato. Prima che fossero trascorsi 20 anni, nel 1669 a Cracovia, l'intero Sejm si chiuse prima del tempo in forza del meccanismo prima che avesse terminato le sue deliberazioni per opera del deputato di Kiev, Adam Olizar. La pratica andò fuori controllo e, nel 1688, il Sejm si sciolse ancor prima che il procedimento fosse iniziato o che il maresciallo (una figura analoga all'odierno presidente di una camera) venisse eletto.

### Zenit
Durante il regno di Giovanni III Sobieski (1674–1696), metà dei procedimenti del Sejm si inabissò a causa del veto: come se non bastasse, la pratica cominciò ad interessare pure i sejmik, le assemblee locali. Nella prima metà del XVIII secolo, divenne sempre più comune che le sedute parlamentari venissero interrotte poiché le potenze contigue della Confederazione, principalmente Russia e Prussia, lo trovarono uno strumento utile per vanificare i tentativi di riformare e rafforzare la Polonia-Lituania. Corrompendo i deputati affinché esercitassero il diritto di cui disponevano, si poteva in teoria far fallire qualsiasi misura non gradita all'estero in qualsiasi momento. Col tempo, la nazione passò dall'essere una grande ed affermata potenza europea ad una realtà in declino. I poco produttivi monarchi eletti al trono all'inizio del XVIII secolo, in particolare Augusto II il Forte e Augusto III della Casa di Wettin, non migliorarono la situazione complessiva: abituati alla monarchia assoluta praticata nella loro nativa Sassonia, questi cercarono di governare ricorrendo all'intimidazione e all'uso della forza, scatenando a una serie di conflitti tra i loro sostenitori e oppositori, incluso un altro pretendente al trono polacco sostenuto da nazioni straniere, Stanislao Leszczyński. I dissapori spesso generavano nella costituzione di konfederacja, ovvero gruppi di persone in lizza con il re che, in accordo con quanto permetteva la legislazione del tempo, tentavano di paralizzare l'apparato statale in caso di riforme sgradite: si pensi alla confederazione di Varsavia, di Sandomierz, di Tarnogród, di Dzików e alla decisamente più esplosiva guerra di successione polacca. Mentre otto delle diciotto sessioni del Sejm durante il regno di Augusto II (1694-1733) terminarono con l'approvazione di provvedimenti legislativi, nel trentennio amministrato da suo figlio solo una sessione culminò con un esito diverso dalla bocciatura. Il governo apparve prossimo al collasso, dando origine a quell'anarchia in cui di fatto versò il paese sotto la gestione di assemblee provinciali e magnati.
Lo sconvolgimento delle normali funzioni dell'esecutivo si rivelò col tempo ingestibile e assolutamente significativo. Dal 1573 al 1763 si tennero circa 150 assemblee parlamentari, di cui 53 non riuscirono ad approvare alcun provvedimento legislativo. Lo storico Jacek Jędruch nota che dei 53 Sejm interrotti, 32 di essi si arrestarono per via del liberum veto.

### Crisi politica
Il XVIII secolo vide l'affermazione e l'evoluzione di un'istituzione divenuta nota come "Sejm confederato": si trattava di una sessione del parlamento che operava secondo le regole di una konfederacja. Lo scopo primario per cui si adottò tale soluzione riguardò il tentativo di evitare il turbamento caratterizzato dalla facoltà di cui disponevano i cui membri del parlamento. In alcune occasioni, si formava un sejm confederato che comprendeva tutti i normali partecipanti dell'assemblea legislativa, di modo che formalmente non si trattava di una normale sessione, mentre nei fatti si cercava di evitare i problemi dei decenni precedenti.
La seconda metà del XVIII secolo, che segna l'epoca dell'Illuminismo in Polonia, vide anche un aumento della tendenza che mirava alla modifica dell'inefficiente governo. In effetti, le riforme del 1764–1766 migliorarono i lavori del Sejm, introducendo la votazione a maggioranza per le questioni non cruciali, comprese la maggioranza delle questioni economiche e fiscali, con le istruzioni vincolanti dei sejmik vengono bandite. La strada verso l'ammodernamento non risultò facile, poiché i conservatori, sostenuti da potenze straniere, si opposero alla maggior parte dei cambiamenti e tentarono di difendere il liberum veto e altri elementi che perpetuassero l'inefficienza, in particolare le Leggi cardinali del 1768, le quali sancivano i privilegi della szlachta.
Il meccanismo andò infine abolito dalla Costituzione del 3 maggio 1791, adottata da un sejm confederato, che stabilì in modo permanente il principio della regola della maggioranza. La carta fondamentale, considerata tra le prime (se non la prima) realizzate in forma scritta dell'Europa moderna e la seconda costituzione moderna del mondo (dopo la costituzione americana del 1787), andò però abrogata da un altro sejm confederato, riunitosi a Hrodna nel 1793. Quella convocazione, tenutasi sotto costrizione dalla Russia e dalla Prussia, ratificò altresì la seconda spartizione della Polonia, anticipando la terza e ultima divisione, la definitiva scomparsa dello stato polacco-lituano appena due anni più tardi.

## Giudizio storiografico
Il sociologo e politologo Seymour Martin Lipset, valutando le vicende relative all'istituto giuridico attivo in Polonia, conclude:
Il politologo Dalibor Roháč osserva che il «principio del libero veto ha svolto un ruolo importante nella comparsa della forma polacca unica di costituzionalismo» e ha agito come un vincolo significativo sui poteri del monarca, rendendo «lo stato di diritto, la tolleranza religiosa e il governo costituzionale limitato [...] la norma in Polonia in tempi in cui il resto dell'Europa era devastato dall'odio religioso e dal dispotismo». È stata considerata una delle norme chiave del sistema politico e della cultura della Polonia-Lituania, la libertà dorata.
Allo stesso tempo, gli storici ritengono che il principio del libero veto abbia costituito una delle principali cause del deterioramento del sistema politico della Repubblica delle Due Nazioni e dell'eventuale caduta della Confederazione. Deputati corrotti da magnati, potenze straniere o deputati che credevano di vivere ancora nel "secolo d'oro" paralizzarono il governo della Confederazione per oltre un secolo. Piotr Stefan Wandycz sostiene che «il liberum veto era diventato il sinistro carattere distintivo della vecchia anarchia polacca». A fargli eco è anche Wagner: «Certamente, non figurava altra istituzione dell'antica Polonia che in tempi recenti fu più aspramente criticata di questa».

## Lascito

### Nella cultura di massa
Un gioco di carte collezionabili polacco del 2004, Veto, ambientato nel contesto storico di un'elezione reale durante un sejm elettorale, deve il nome a questa procedura.

### Parallelismi moderni
Fino all'inizio degli anni '90, l'azienda informatica statunitense IBM aveva un processo decisionale chiamato "non-consenso" (non-concour) in virtù del quale qualsiasi capo dipartimento poteva porre il veto a una strategia a livello aziendale se non si adattava alle prospettive del proprio dipartimento; i disaccordi venivano quindi inviati ai superiori della gerarchia, impiegando spesso diversi mesi. Ciò ha effettivamente trasformato IBM in una sorta di sistema composto da diversi feudi indipendenti. Il "non-consenso" è stato eliminato dal CEO Louis Gerstner, che è stato incaricato di rilanciare l'azienda in declino.
Le disposizioni del diritto dell'Unione europea che richiedono l'unanimità tra gli stati sono state paragonate al liberum veto da alcuni autori. Quando la Vallonia ha posto il veto alla firma del Belgio sul CETA con il Canada, è stata richiamata dalla stampa la pratica storica in voga in Polonia-Lituania.